# Love Letter (film, 1995)
 (juillet 2019).
Si vous disposez d'ouvrages ou d'articles de référence ou si vous connaissez des sites web de qualité traitant du thème abordé ici, merci de compléter l'article en donnant les références utiles à sa vérifiabilité et en les liant à la section « Notes et références ».
Pour plus de détails, voir Fiche technique et Distribution.
Love Letter est un film japonais de 1995 réalisé par Shunji Iwai avec l'actrice Miho Nakayama dans le rôle principal. Le film a été tourné presque entièrement sur l'île de Hokkaidō, principalement dans la ville d'Otaru. 
Love Letter est devenu un succès au Japon et plus tard dans d’autres pays d’Asie de l’Est, notamment en Corée du Sud, où il a été l’un des premiers films japonais à être diffusé dans les cinémas depuis la Seconde Guerre mondiale. En Corée du Sud, le film se classe à la dixième position du box-office de l'année avec 645 615 entrées. 
Le réalisateur Shunji Iwai a engagé Noboru Shinoda en tant que directeur de la photographie et la collaboration entre les deux a permis de produire un film loué pour sa cinématographie évocatrice de l'hiver. [réf. nécessaire] Miho Nakayama, chanteuse de pop japonaise, interprète à la fois Hiroko Watanabe et Itsuki Fujii. Le film a également lancé la carrière cinématographique de l'adolescente Miki Sakai qui a remporté le prix du "nouveau venu de l'année" aux Japanese Academy Awards pour son interprétation de Itsuki Fujii dans sa jeunesse. Les rôles masculins principaux ont été interprétés par Etsushi Toyokawa dans le rôle d'Akiba Shigeru et par Takashi Kashiwabara dans le rôle de Itsuki Fujii. 
Fine Line Features acquis tous les droits de distribution américains de Love Letter ; la société de distribution a sorti ce film dans les salles américaines sous le titre When I Close My Eyes.

## Synopsis

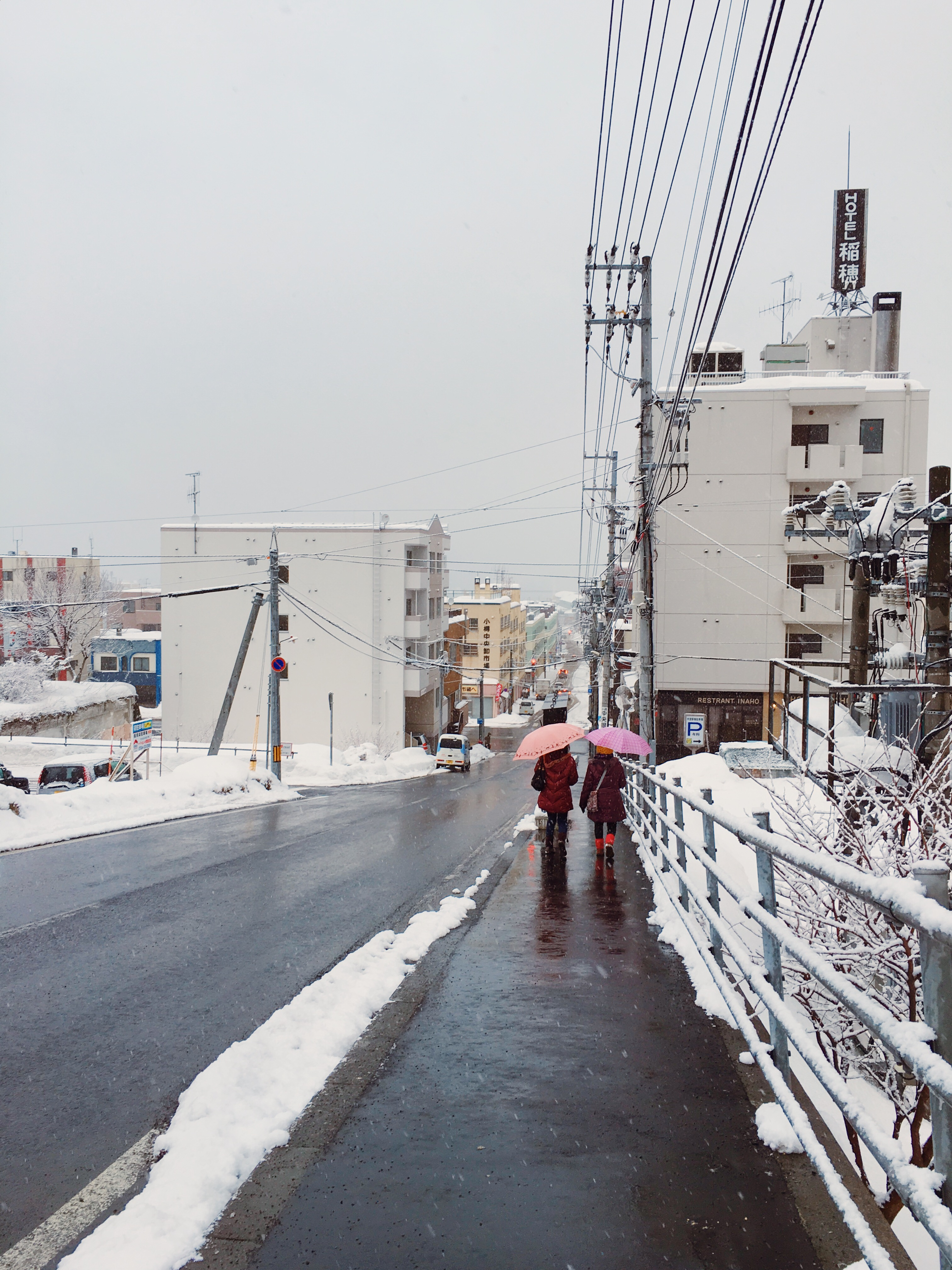
La rue d'Otaru où Shunji Iwai a tourné Love Letter.

Hiroko Watanabe vit à Kobe et a perdu son fiancé Itsuki Fujii dans un accident de montagne. Le jour de la cérémonie commémorative, deux ans après sa mort, Hiroko consulte l'album-souvenirs du lycée d'Itsuki chez ses parents. Mme Fujii explique qu'ils vivaient à Otaru et que leur ancienne maison est maintenant remplacée par une autoroute. Néanmoins, Hiroko note l'adresse qu'elle voit sous le nom "Itsuki Fujii" dans l'album-souvenirs et décide de lui écrire une lettre. Étonnamment, elle reçoit une réponse de Fujii. Ne sachant pas qui a envoyé la réponse, elle continue d'écrire et découvre que ce n'était pas son fiancé décédé, mais une femme également nommée Itsuki Fujii qui est allée au lycée avec son fiancé et qui ressemble beaucoup à Hiroko. Le film se passe entre Hiroko et la femme Itsuki sur la base des lettres qu’elles s’envoient. 
Itsuki travaille à la bibliothèque publique et souffre d'un rhume qui ne semble pas disparaître et pour laquelle elle refuse d'aller à l'hôpital. On découvre que son père est décédé d'une pneumonie alors qu'elle était au lycée. Elle est confuse lorsqu'elle reçoit sa première lettre de Hiroko, n'ayant jamais entendu parler d'elle. Néanmoins, elle envoie une réponse en disant qu'elle va bien et qu'elle est enrhumée. 
Après sa première réponse de la part de "Itsuki Fujii", Hiroko rend visite à son amie Akiba, qui connaissait également son fiancé et était présente lors de son accident. Hiroko montre la lettre à Akiba et lui dit que c'est un message du ciel. Akiba dit à Hiroko qu'elle doit laisser Fujii partir, puis il l'embrasse et lui avoue ses sentiments qu'il a pour elle (même lorsque Hiroko et Itsuki sortaient ensemble). Il promet alors de la "libérer". Hiroko, conservant toujours ses souvenirs de Fujii, continue d'écrire des lettres à Itsuki. 
Itsuki écrit soudainement pour demander qui est Hiroko. Hiroko partage cela avec Akiba, incapable de comprendre une telle lettre de son "fiancé". Itsuki reçoit alors une réponse lui demandant de "prouver que vous êtes le véritable Itsuki Fujii". Elle envoie par courrier une copie de sa carte de résidence à Hiroko et lui demande de ne plus écrire. Hiroko est dévastée car elle voulait croire que c'est le véritable Itsuki qui lui envoie des lettres du ciel, et il est révélé que c'est Akiba qui a envoyé la lettre demandant la "preuve". Il dit ensuite à Hiroko qu'ils devraient visiter Otaru pour rencontrer la femme Itsuki Fujii afin de révéler pleinement la vérité et de l'aider à avancer. 
Le jour de la visite à Otaru, Itsuki est amenée par sa mère à l'hôpital pour faire vérifier son "rhume". Elle s'endort et a un rêve / flash-back de son père roulant dans l'hôpital pour une urgence. Elle se réveille et ayant manqué son rendez-vous, elle quitte l'hôpital. 
Alors qu'Itsuki est absente, Akiba et Hiroko se rendent chez elle et passent à proximité de la dite "autoroute" construite sur l'ancienne maison de Itsuki. En arrivant à la maison, ils découvrent que la femme Itsuki n'est pas là et décident d'attendre dehors. Cependant, ne pouvant se résoudre à rencontrer Itsuki, Hiroko lui écrivit une lettre dans laquelle elle expliqua qu'elle attendait à proximité de la maison et qu'elle envoyait les lettres en pensant qu'Itsuki était son fiancé (sans mentionner le fait qu'il était décédé il y a 2 ans). Akiba et Hiroko partent en taxi. Le chauffeur dit ensuite qu'il vient de conduire chez elle quelqu'un qui ressemblait exactement à Hiroko (la femme Itsuki revenant de l'hôpital à la maison). Un jour plus tard, quand Hiroko quitte Otaru et que Itsuki veut envoyer sa lettre de réponse par la poste, ils se voient momentanément avant de se séparer. 
Quand Hiroko rentre chez elle, elle consulte à nouveau l'annuaire d'Itsuki et découvre qu'il y avait en fait 2 Itsuki Fujii, l'adresse qu'elle a copiée est celle de la femme. Après avoir remarqué sa ressemblance physique avec la femme Itsuki, elle commence à se demander si c'était la raison pour laquelle son fiancé est tombé amoureux d'elle. Elle demande à la femme Itsuki de confirmer la théorie du "double Itsuki", ce qu'elle fait, et demande à Itsuki de partager ses souvenirs de lycée avec son fiancé. 
La relation entre les deux Itsuki est racontée dans des flashbacks. Le garçon Itsuki, était présenté comme un jeune garçon timide, qui était réservé et se comportait étrangement. Le garçon et la fille Itsuki ont été la cible de moqueries de la part de leurs camarades de classe, car ils étaient souvent «jumelés» en tant que couple en raison de leur prénom, bien que les deux Itsuki aient nié toute relation de ce type. Dans la bibliothèque, au lieu de travailler, le garçon Itsuki écrivait souvent son nom sur les cartes de sortie des livres que personne n'avait empruntés, ce qui en faisait le seul nom. Leur relation est soulignée par d'autres souvenirs tels que des documents d'examens mélangés, l'homme Itsuki s'incrustant dans une course de 100 mètres malgré une jambe cassée et la femme Itsuki échouant en tant qu'intermédiaire pour Oikawa, une fille perturbée qui craque pour Itsuki. Bien qu’elle ne soit pas à l’école pendant le deuil de son père, la femme Itsuki est visitée par le garçon Itsuki. Il lui demande de lui rendre un livre, sans en préciser la raison, et s'en va rapidement. La fille Itsuki retourne à l'école après les vacances et est bouleversée de constater que le garçon Itsuki a été muté, ce qui explique l'échange de livres la dernière fois qu'ils se sont vus. 
De retour au présent, la femme Itsuki se rend dans son ancienne école où elle rencontre des écolières de la bibliothèque qui lui disent qu'elles ont trouvé beaucoup de cartes portant son nom et qu'elles en ont inventé un jeu "Trouve Fujii Itsuki". Après avoir expliqué que son "ami" avait écrit ces noms, les filles ont rapidement supposé que son nom était écrit partout car cet ami "l'aimait beaucoup", embarrassant Itsuki. Avant de partir, son ancien professeur révèle à Itsuki que le garçon Itsuki est décédé des suites d'un accident de montagne, il y a 2 ans. 
À la suggestion d'Akiba, lui et Hiroko se rendent dans la montagne où est mort Itsuki. Hiroko peine à accepter la mort d'Itsuki. Ils passent la nuit dans la cabine de Kaji, un autre ami du garçon Itsuki qui a été témoin de sa mort. Les 3 amis partagent leurs souvenirs d'Itsuki. 
La femme Itsuki s'effondre soudainement à cause d'une forte fièvre. Sa mère se rend compte que le "rhume" négligé est devenu une pneumonie et Itsuki subit le même sort que son père. Sa mère demande à son grand-père d'appeler une ambulance, qui lui dit qu'elle ne peut arriver que dans une heure, car il y a une énorme tempête de neige à l'extérieur. Le grand-père décide de prendre les choses en main et se prépare à transporter Itsuki à l'hôpital en courant dans la tempête. La mère tente d'arrêter le grand-père en lui rappelant que c'est parce qu'il a fait la même chose au père d'Itsuki qu'il est décédé. Le grand-père lui rappelle que ce n'est pas la neige, mais le fait qu'ils ont attendu l'ambulance trop longtemps avant de décider d'aller à pied, prenant ainsi 40 minutes pour se rendre à l'hôpital. La mère décide de prendre le risque et de braver la tempête. Quand ils y parviennent enfin, Itsuki, ainsi que le grand-père essoufflé, sont envoyés aux urgences. 
Dans les montagnes, Akiba réveille Hiroko et lui demande de regarder le soleil se lever avec lui. Il lui indique un sommet de montagne et dit que c'est là que se trouve Itsuki. Il salue Itsuki en criant dans les montagnes et en disant en plaisantant qu'il "éloigne Hiroko de lui". Hiroko se rapproche alors des montagnes et crie à Itsuki, répétant les premières lettres entre Hiroko et la femme Itsuki en criant "Fujii Itsuki, comment allez-vous? Je vais bien". La femme Itsuki se réveille à l'hôpital. 
Quelque temps plus tard, Hiroko et Itsuki sont devenus des correspondants. Itsuki se prépare à écrire une lettre à propos de quelque chose qui s'est passé récemment ; les écolières de son lycée lui ont rendu visite avec le livre que le garçon Itsuki lui avait donné avant son départ. Elles montrent la carte de départ et, comme elle le soupçonnait, son nom y figurait. Cependant, au verso de la carte, Itsuki est profondément émue de trouver un portrait d'elle-même que le garçon a dessiné. Le film se termine par la narration de la femme Itsuki "Cher Watanabe Hiroko, je suis trop gênée pour envoyer cette lettre".

## Fiche technique
- Titre original : Love Letter[2]
- Réalisation, scénario et montage : Shunji Iwai
- Assistant réalisateur : Isao Yukisada
- Photographie : Noboru Shinoda
- Production : Tomoki Ikeda, Jiro Komaki et Masahiko Nagasawa
- Société de production : Fuji Television
- Musique : Remedios
- Pays d'origine :  Japon
- Langue originale : japonais
- Format : couleurs - 2,35:1 - 35 mm - Dolby
- Genre : drame
- Durée : 117 minutes[3]
- Date de sortie :
  - Japon : 25 mars 1995[3]

## Distribution
- Miho Nakayama : Itsuki Fujii et Hiroko Watanabe
- Etsushi Toyokawa : Akiba Shigeru
- Bunjaku Han (en) : la mère d'Itsuki Fujii
- Katsuyuki Shinohara (ja) : le grand-père de Itsuki Fujii
- Miki Sakai (en) : Itsuki Fujii jeune fille
- Takashi Kashiwabara (ja) : le garçon Itsuki Fujii
- Ranran Suzuki : Sanae Oikawa

## Distinctions

### Récompenses
- 1995 : Hōchi Film Award - Meilleure actrice (Miho Nakayama)
- 1995 : Hōchi Film Award - Meilleur acteur dans un second rôle (Etsushi Toyokawa)
- Festival international du film de Toronto 1995 - Prix du public
- 1996 : Japanese Academy Awards - Nouvel arrivant de l'année (Miki Sakai)
- 1996 : Japanese Academy Awards - Nouvel arrivant de l'année (Takashi Kashiwabara)
- 1996 : Japanese Academy Awards - Acteur le plus populaire (Etsushi Toyokawa)
- 1996 : Blue Ribbon Awards - Meilleure actrice (Miho Nakayama)
- 1996 : Prix Kinema Junpō du meilleur film pour Shunji Iwai
- 2018 : SDC Prix du meilleur film rétro

### Sélections
- 1996 : Japanese Academy Awards - Meilleur film
- 1996 : Japanese Academy Awards - Meilleure musique (Remedios)
- 1996 : Japanese Academy Awards - Meilleur acteur dans un second rôle (Etsushi Toyokawa)